# Христинин, Виталий Викторович
Виталий Викторович Христинин (4 июня 2000; ст. Динская, Краснодарский край, Россия) — российский профессиональный спортсмен, боец смешанных единоборств,  каратист, панкратионист и самбист, 2-кратный чемпион Европы по панкратиону, чемпион мира по панкратиону. Призёр международных соревнований по самбо. Мастер спорта России международного класса по панкратиону.

## Биография
Родился 4 июня 2000 года в станице Динская Краснодарского края.
Учился в школе № 5 станицы Пластуновской до 11-го класса, после чего поступил в Краснодаре в Кубанский государственный аграрный университет, который окончил в 2022 году.

## Звания и награды

### Звание
- Мастер спорта России международного класса по панкратиону[источник не указан 166 дней].

### Награды
- Чемпионат мира по панкратиону (Белоруссия, Минск, 2018)[1][2].